# Freire (sobrenome)
Freire (variante na grafia arcaica: Freyre) é um apelido de família originário da Galiza que faz parte da onomástica da língua portuguesa desde o século XIV.
De acordo com Castro Álvarez e López Sangil, em seu artigo La Genealogía de los Andrade, na página 194, a Família Freire, juntamente com a Andrade tiveram origem nas localidades de Pontedeume, Vilalba e Ferrol, todas na Galiza, a quem o rei D. Henrique II fez mercê a seu privado Fernão Peres de Andrade, descendente de Bermudo Peres de Traba Freire de Andrade, que provinha dos antigos condes de Traba e Trastâmara.
Os Freires – ou Freyres– usaram também tradicionalmente o apelido Andrade, e os dois apelidos passaram a considerar-se indissociáveis, usando uns Andrade Freire, outros Freire de Andrade. Subsistiram também isoladamente.

## História
Informações históricas mostram que a família Freire se originou após a ida de franceses ligados à ordem dos Templários (frères), no Século XI, para o Condado Portucalense, região onde hoje se situa o norte de Portugal. Lá se estabeleceram e prestaram auxílio ao Rei Dom Afonso VI nas lutas de desocupação das regiões da Galiza, e do Condado Portucalense, regiões que estavam sob domínio dos mouros desde o Século VIII. Séculos depois, membros da família se vincularam à Ordem de Cristo, organização criada em 1319 e que sucedeu os Templários na região e, dentre outras ações, financiou missões da expansão marítima portuguesa até o Brasil.
No Brasil, essa família se estabaleceu inicialmente nos Estados de Pernambuco, Bahia, Minas Gerais e São Paulo.
Em Portugal, essa família, como já falado, tem suas origens na família Freire de Andrade da Galiza. Entre os cavaleiros franceses que, vindos da França, acompanharam D. Raimundo e D. Henrique, estavam soldados que constituíram os Freire, família da antiga Galiza, que se reuniu à dos Andrade quase no princípio, ligando-se depois, por novos laços matrimoniais, tão repetidas vezes que é difícil distinguir uma da outra. Estas uniões fizeram uma só família, a dos Freire de Andrade, que povoaram tanto a Galiza, quanto o norte de Portugal na idade média.

## Distribuição na Espanha
De acordo com o INE (Instituto Nacional de Estatística), as províncias espanholas com a maior quantidade de pessoas com o sobrenome Freire são justamente as que estão localizadas na região da Galiza, exceto Madrid. As cinco províncias com maior número de pessoas que tem o Freire como primeiro sobrenome são:
| Pos | Província            | Quantidade |
| --- | -------------------- | ---------- |
| 1   | A Corunha            | 4.311      |
| 2   | Pontevedra           | 1.463      |
| 3   | Lugo                 | 868        |
| 4   | Comunidade de Madrid | 810        |
| 5   | Ourense              | 455        |